# Soyouz MS-11
Soyouz MS-11 (en russe : Союз МС-11) est une mission spatiale lancée le 3 décembre 2018 par une fusée Soyouz. Le vaisseau a conduit trois astronautes jusqu'à la Station spatiale internationale (ISS) afin qu'ils participent aux Expéditions 58 et 59,. Il s'agit du 140e vol habité du vaisseau Soyouz et du 137e mis en orbite.

## Équipage

### Principal
- Commandant : Oleg Kononenko (4),  Russie
- Ingénieur de vol 1 : Anne McClain (1),  États-Unis
- Ingénieur de vol 2 : David Saint-Jacques (1),  Canada

### Réserve
- Commandant : Aleksandr Skvortsov (3),  Russie
- Ingénieur de vol 1 : Luca Parmitano (2),  Italie
- Ingénieur de vol 2 : Andrew Morgan (1),  États-Unis

Le nombre entre parenthèses est le nombre de vols effectués, Soyouz MS-11 compris.
L'équipage de réserve prend la place du principal en cas d'empêchement majeur.

## Impact de l'échec du lancement de Soyouz MS-10 sur la mission
Le 12 octobre 2018, le lanceur Soyouz échoue à envoyer en orbite deux membres de l'expédition 57, qui reviennent se poser sains et saufs sur Terre. Cet accident fait planer le risque d'une station sans équipage, car les trois astronautes présents dans l'ISS doivent rentrer en janvier 2019, à cause de la durée de péremption de leur Soyouz MS-09. Il a donc été décidé d'avancer le lancement de Soyouz MS-11 du 20 au 3 décembre.

## Remarque
David Saint-Jacques est le premier des deux astronautes canadiens sélectionnés en 2009 à voler dans l'espace, son collègue (Jeremy Hansen) n'étant pas encore parti.